# Боуман, Эдит
Эди́т Элино́р Бо́уман (англ. Edith Eleanor Bowman; 15 января 1975, Энстратер, Файф, Шотландия, Великобритания) — британская журналистка и телеведущая.

## Биография
Эдит Элинор Боуман родилась 15 января 1975 года в Энстратере (область Файф, Шотландия, Великобритания). Эдит окончила «Queen Margaret University», что в Эдинбурге.

## Карьера
Эдит начала свою карьеру в 1990-х годах. Первой работой Боуман на экране было чтение новостей на «MTV UK». Боуман вела «Hit Music Sunday» с Кэт Дили в 2001—2002 года.

## Личная жизнь
С 22 декабря 2013 года Эдит замужем за музыкантом Томом Смитом (род.1981), с которым она встречалась 8 лет до их свадьбы. У супругов есть два сына — Руди Брэй Боуман-Смит (род.10.06.2008) и Спайк Боуман-Смит (род. 23 февраля 2013).